# Elise Mehuys
Elise Mehuys (* 1. November 1995) ist eine belgische Leichtathletin, die sich auf den Sprint spezialisiert hat.

## Sportliche Laufbahn
Erste internationale Erfahrungen sammelte Elise Mehuys im Jahr 2013, als sie bei den Junioreneuropameisterschaften in Rom mit der belgischen 4-mal-100-Meter-Staffel in 44,73 s den vierten Platz belegte. 2022 gelangte sie bei den Europameisterschaften in München mit 43,98 s auf den sechsten Platz im Staffelbewerb und im Jahr darauf wurde sie bei der 1. Liga der Team-Europameisterschaft im Rahmen der Europaspiele in Chorzów in 43,84 s Vierte im B-Lauf. Bei den World Athletics Relays 2024 auf den Bahamas wurde sie in der ersten Runde über 4-mal 100 Meter disqualifiziert und im Juni belegte sie bei den Europameisterschaften in Rom in 43,48 s den sechsten Platz. Im August wurde sie mit der Staffel bei den Olympischen Sommerspielen in Paris im Vorlauf disqualifiziert.
2020 wurde Mehuys belgische Hallenmeisterin im 60-Meter-Lauf.

## Persönliche Bestzeiten
- 100 Meter: 11,41 s (+1,7 m/s), 15. Juli 2023 in Heusden-Zolder
  - 60 Meter (Halle): 7,31 s, 16. Februar 2020 in Gent
- 200 Meter: 23,50 s (+0,2 m/s), 27. August 2023 in Brüssel